# サポナーラ
サポナーラ（イタリア語: Saponara, シチリア語: Sapunara）は、イタリア共和国シチリア州メッシーナ県にある、人口約3,900人の基礎自治体（コムーネ）。

## 地理

### 位置・広がり

#### 隣接コムーネ
隣接するコムーネは以下の通り。
- メッシーナ
- ロメッタ
- ヴィッラフランカ・ティッレーナ

## 行政

### 分離集落
サポナーラには、以下の分離集落（フラツィオーネ）がある。
- Cavaliere, Scarcelli, San Pietro e Saponara Marittima